# Штайншнайдер, Эммануил Ефимович
Эммануил Ефимович Штайншнайдер (21 декабря 1886, Нарва — 2 декабря 1970, Москва) — российский советский инфекционист; доктор медицинских наук, профессор; заведующий кафедрой инфекционных болезней 2-го МГМИ (1932—1940), 1-го МОЛМИ (1940—1953).

## Ранняя биография
Родился в семье служащего (по лесной промышленности) и домохозяйки. В 1905 г. окончил гимназию, в 1912 г. — медицинский факультет Галльского университета. До 1914 года работал земским врачом в Днепровском уезде (Таврическая губерния).
С началом войны в 1914 году был призван на действительную военную службу; служил младшим врачом 142-го, затем 129-го пехотного полка. В 1916—1918 гг. — младший ординатор 324-го военного полевого заразного госпиталя.
В 1918—1921 гг. — помощник начальника эпидотдела военно-санитарного управления Московского округа; работал врачом по формированию Красной Гвардии, начальником санитарных отрядов (1918), на различных должностях на Западном и Восточном фронтах. В эти же годы состоял ассистентом клиники инфекционных болезней 2-го МГУ.
В 1921—1923 гг. заведовал кафедрой Уральского мединститута (г. Свердловск).
В 1924—1940 гг. работал на кафедре инфекционных болезней 2-го Московского медицинского института доцентом, и. о. заведующего кафедрой (11.3.1930 — 5.4.1932), заведующим кафедрой.
С августа 1940 по 1953 г. — заведующий кафедрой инфекционных болезней 1-й МОЛМИ. В 1953—1970 гг. — консультант ряда медицинских учреждений Москвы.
Входил в состав правления клинической секции Московского отделения Всероссийского общества микробиологов, эпидемиологов и инфекционистов им. И. И. Мечникова.

## Научная деятельность
Основные направления исследований — изучение гриппа, сыпного и брюшного тифов, дизентерии и других инфекций, заболеваемость которыми в 1930-е гг. была значительна.
Подготовил 11 кандидатов наук. Автор около 50 научных работ.

### Избранные труды
- Штайншнайдер Э. Е. Схема исследования больного. — М.: Полиграфкнига, 1947. — 7 с. — 2000 экз.
- Штайншнайдер Э. Е. Схема истории болезни Клиники инфекционных болезней 2 М.Г.У. — М.: Мосполиграф, 1928. — 10 с. — 2000 экз.
- Атипичные, лёгкие и стёртые формы брюшного тифа и их эпидемиологическое значение // Терап. Арх. — 1941. — Т. 19, в. 3.
- Аутоликвортерапия эпидемического церебро-спинального менингита // Тер. Арх.. — 1933. — Т. 11, в. 5.
- Брюшной тиф у вакцинированных // Сов. медицина. — 1941. — № 7.
- Брюшной тиф у привитых : Дис. … д-ра мед. наук. — 1939.
- Дезинфекция формалином холодным способом с учётом эффективности // Воен. журн. — 1914.
- Диэтотерапия при брюшном тифе // Сдана в «Клинич. медиц.» 1939 г.
- Изучение реконвалесцентного периода острых инфекционных заболеваний (брюшной тиф, паратиф и сыпной тиф) : Материалы клиники 2 МГУ, обнимающ. 1050 случаев. Коллективная работа // Сборник Цустрока НМТ. — 1929.
- К вопросу о гриппе на производстве и борьбе с ним // Сов. врачеб. газета. — 1934. — № 6.
- Классификация гриппа // Сб. по гриппу. — 1936.
- Клинико-эпидемиологический анализ течения тифо-паратифозных заболеваний за 1943 г. (Коллективная работа по материалам Красно-Советской больницы и клиники инфекционных болезней 1-го МОЛМИ). — 1944.
- Клинико-эпидемиологический анализ тифозных заболеваний за 1928 г. (коллективная работа). — 1938.
- Лечение брюшного тифа // Сов. медицина. — 1942. — № 7.
- Лечение гриппа хлором // Врачебная газета. — 1931. — № 22.
- Наблюдения над туляремией (экспедиционный материал под руководством проф. Е. Н. Марциновского). Не подлежала оглашению.
- Новая элективная среда // Сов. врачеб. газета. — 1934. — № 10.
- О висцеральных формах сибирской язвы (санитарно-эпидемиологическое исследование эпидемической вспышки сибирской язвы в …….м). — 1931. Секретная.
- О действующих началах рыбьего жира и его биологических свойствах // Тр. / Науч. ин-т В. С. К. — 1924.
- О деструктивном изменении сосудистой системы при сыпном тифе, как методе клинической диагностике // Тр. / Уральский гос. ун-т. — 1921.
- О клеточной природе анафилактического шока (экспериментальная работа). — 1936.
- О липолитических ферментах при инфекционных заболеваниях.
- О невыясненных формах тифа // Сов. клиника. — 1933. — Т. 19, № 107—108.
- О санаториях нового типа для инвалидов войны // Моск. воен. журн. — 1923.
- Об агранулоцитарных ангинах (экспедиционный материал по изучению заболеваний «септической ангины» в С. и Н. областях). Материал 1932 и 1933 гг. Не подлежал оглашению.
- Об атипичных и стертых формах тифозных заболеваний : Рукопись. — 1935.
- Особенности течения сыпного тифа в военное время // Эвако-госпиталь17-42 / Сб. Баш. НКЗ. — 1943.
- Пищевые интоксикации кабачковой икрой в Дн……ке (ботулизм). — 1932. Секретная.
- Предохранительные прививки при тифо-паратифозной группе инфекций // Врачебное дело. — 1915.
- Профилактика гриппа антивирусом // Сов. врачеб. газета. — 1935. — № 8.
- Процессы брожения и микробиологические свойства тузлуков (бактериологические и биологические свойства астраханских тузлуков) // Тр. / Науч. ин-т В. С. К. — 1924.
- Рецидивы и реинфекции // БМЭ. — 1934. — Т. 29.
- Рожа (монография). — 1938.
- Сибирская язва (монография). — 1939.
- Учебник по острым инфекционным заболеваниям. — 1939.
- Характерные особенности сыпного тифа, методов его лечения и профилактики // Сов. медицина. — 1943. — № 6.
- Beitrag zur Frage der Kaseebildung der Milzbrandbacillus und künstlichen Nähböden // Hygien. Runds. — 1913. — № 7.
- Colitis pseudomembranacea Infantrum // Archiv Kinderheilk. — Bd. 62, H. 1, 2.
- Die Rezeptoren und ihre Zusammenhang mit der Anaphylaxie. — Leipzig: B. Konegen, 1913.
- Die Sessilen Rezeptoren bei Anaphylaxie // Reich. med. Angeiger. — 1913. — № 5, 6, 7.
- Masern bei den Sengling // Archiv Kinderheilk. — Bd. 62.
- Schüttllversüche mit verschiedenen Bakterienarten // Bakteriol. Versehrif. Methad. — 1913. — № 9.
- Ueber den Streptococcus Haemolyticus und seine ethiologische Bedeutung // Deutsch. med. Nachricht. — 1914. — № 6.
- Ueber die Procasene Färbung // Hygien. Runds. — 1913. — № 4.
- Ueber lipolitische Fermente bei den Infektionskrankheiten // Biochem. Beitrage. — 1926. — № 16.
- Verschiedene Nähböden // Hygien. Runds. — 1913. — № 1.
- Zur Kenntniss der anaphylaktischen Giftwirkung // Zentr.-Bl. allgem. Pathol. pathol. Anatomie. — 1912. — Bd. 23, № 12.

## ссылки
- Штайншнайдер Эммануил Ефимович. Первый МГМУ им. И.М. Сеченова. Дата обращения: 16 августа 2013. Архивировано из оригинала 4 марта 2016 года.
- Штайншнайдер Эммануил Ефимович. История : Кафедра инфекционных болезней и эпидемиологии ЛФ. РНИМУ им. Н. И. Пирогова. Дата обращения: 16 августа 2013. Архивировано из оригинала 17 сентября 2013 года.